# Dürrenroth

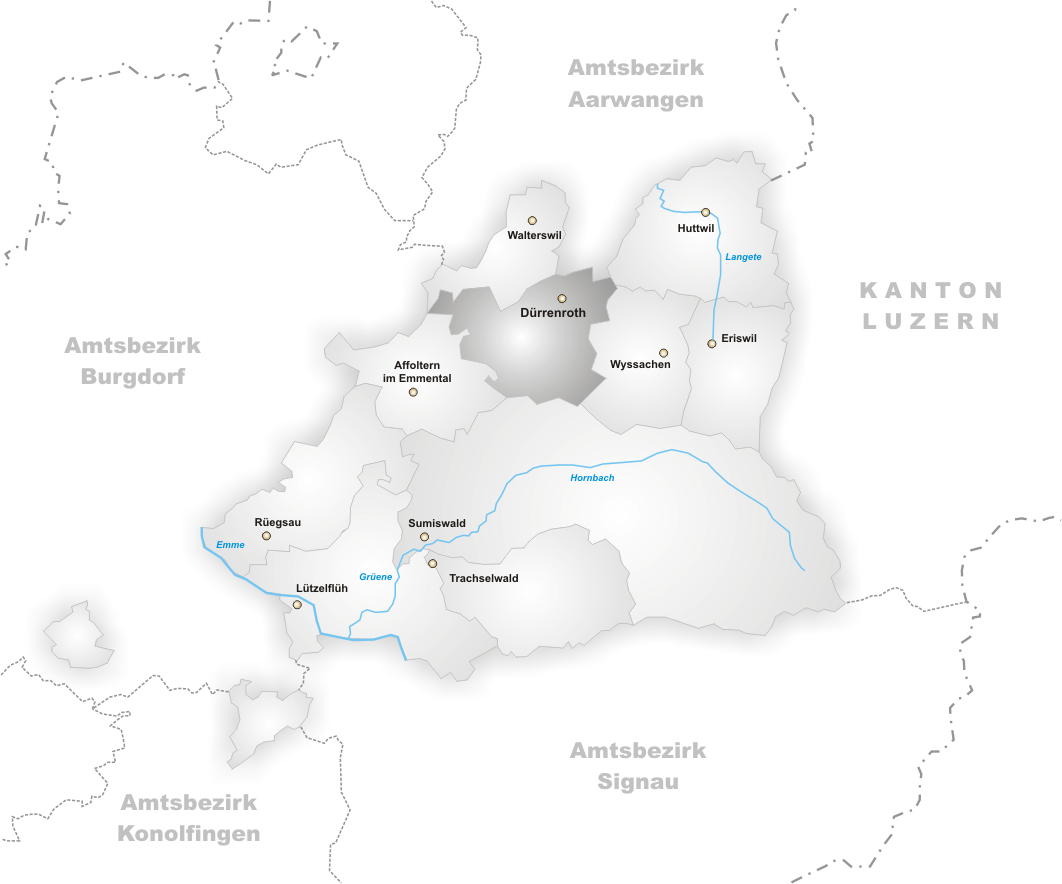
Dürrenroth ở huyện Trachsewald

Dürrenroth là một đô thị ở huyện Trachselwald của Thụy Sĩ, thuộc bang Bern. Đô thị này có diện tích 14,1 km2, dân số tháng 12 năm 2020 là 1052 người.